# Asienspiele 2022/Rollsport
Bei den Asienspielen 2022 wurden vom 24. September bis 7. Oktober 2023 insgesamt zehn Wettbewerbe im Rollsport ausgetragen, davon vier bei den Männern und fünf bei den Frauen sowie ein gemischter Wettbewerb. Austragungsort war das Qiantang Roller Sports Centre.

## Bilanz

### Medaillenspiegel
| Platz  | Land              | Gold | Silber | Bronze | Gesamt |
| ------ | ----------------- | ---- | ------ | ------ | ------ |
| 1      | Chinesisch Taipeh | 7    | 2      | 4      | 13     |
| 2      | Südkorea          | 2    | 3      | 3      | 8      |
| 3      | China             | 1    | 2      | —      | 3      |
| 4      | Japan             | —    | 2      | —      | 6      |
| 5      | Iran              | —    | 1      | —      | 1      |
| 6      | Indien            | —    | —      | 2      | 2      |
| 7      | Thailand          | —    | —      | 1      | 1      |
| Gesamt | Gesamt            | 10   | 10     | 10     | 30     |

### Medaillengewinner
Männer
| Disziplin                    | Gold                                                                     | Silber                                                           | Bronze                                                                        |
| ---------------------------- | ------------------------------------------------------------------------ | ---------------------------------------------------------------- | ----------------------------------------------------------------------------- |
| Inline-Speedskating          |                                                                          |                                                                  |                                                                               |
| 1000 m Sprint                | Choi Gwang-ho                                                            | Jung Cheol-won                                                   | Chao Tsu-cheng                                                                |
| 10.000 m Ausscheidungsfahren | Jeong Byeong-hee                                                         | Zhang Zhenhai                                                    | Choi In-ho                                                                    |
| 3000 m Staffel               | Chinesisch TaipehChao Tsu-cheng Huang Yu-lin Chen Yan-cheng Ko Fu-shiuan | SüdkoreaJeong Byeong-hee Jung Cheol-won Choi In-ho Choi Gwang-ho | IndienAryanpal Singh Ghuman Anandkumar Velkumar Siddhant Kamble Vikram Ingale |
| Inline-Slalomskating         |                                                                          |                                                                  |                                                                               |
| Einzel                       | Wang Yu-chun                                                             | Zhang Hao                                                        | Huang Pin-ruei                                                                |

Frauen
| Disziplin                    | Gold                                                               | Silber                                               | Bronze                                                                    |
| ---------------------------- | ------------------------------------------------------------------ | ---------------------------------------------------- | ------------------------------------------------------------------------- |
| Inline-Speedskating          |                                                                    |                                                      |                                                                           |
| 1000 m Sprint                | Li Meng-chu                                                        | Liu Yi-hsuan                                         | Lee Ye-rim                                                                |
| 10.000 m Ausscheidungsfahren | Shih Pei-yu                                                        | Yang Ho-chen                                         | Yu Gu-ram                                                                 |
| 3000 m Staffel               | Chinesisch TaipehLiu Yi-hsuan Li Meng-chu Yang Ho-chen Shih Pei-yu | SüdkoreaPark Min-jeong Lee Ye-rim Lee Seul Yu Ga-ram | IndienSanjana Bathula Karthika Jagadeeshwaran Heeral Sadhu Aarthy Kasturi |
| Inline-Slalomskating         |                                                                    |                                                      |                                                                           |
| Einzel                       | Liu Chiao-hsi                                                      | Taraneh Ahmadi                                       | Ting Yu-en                                                                |
| Rollkunstlauf                |                                                                    |                                                      |                                                                           |
| Einzel                       | Hung Hsiao-ching                                                   | Miki Fujikura                                        | Chang Chih-ju                                                             |

Mixed
| Disziplin            | Gold               | Silber                        | Bronze                                 |
| -------------------- | ------------------ | ----------------------------- | -------------------------------------- |
| Inline-Slalomskating |                    |                               |                                        |
| Paare                | Zhang Hao Zhu Siyi | Mika Moritoki Taiki Shibagaki | Natnanda Pasutanavin Wattapong Kongpan |